# Mount Brazil
Mount Brazil ist ein 2090 m hoher Berg im ostantarktischen Viktorialand. Er ragt in den Admiralitätsbergen am südlichen Ende der McGregor Range auf.
Der United States Geological Survey kartierte ihn anhand eigener Vermessungen und Luftaufnahmen der United States Navy aus den Jahren von 1960 bis 1962. Das Advisory Committee on Antarctic Names benannte ihn 1964 nach John Elmer Brazil (1926–2010), Hubschrauberpilot der US Navy zur Unterstützung des Survey bei der Vermessung dieses Gebiets.